# Jodie Henry
Jodie Clare Henry (Brisbane, 17 novembre 1983) è una nuotatrice australiana.
Specializzata nello stile libero ha vinto tre medaglie d'oro ai Giochi olimpici di Atene 2004 nei 100 m sl e nelle staffette 4x100 m sl e 4x100 m misti.
Nel 2015 è diventato uno dei Membri dell'International Swimming Hall of Fame.

## Palmarès
- Olimpiadi

Atene 2004: oro nei 100m sl, nella 4x100m sl e nella 4x100m misti.
- Mondiali

Barcellona 2003: argento nei 100m sl, bronzo nella 4x100m sl e nella 4x100m misti.
Montreal 2005: oro nei 100m sl, nella 4x100m sl e nella 4x100m misti.
Melbourne 2007: oro nella 4x100m sl e nella 4x100m misti.
- Giochi PanPacifici

Yokohama 2002: oro nella 4x100m sl e nella 4x100m misti, argento nei 50m sl e nei 100m sl.
- Giochi del Commonwealth

Manchester 2002: oro nei 100m sl, nella 4x100m sl e nella 4x100m misti e argento nei 50m sl.
Melbourne 2006: oro nella 4x100m sl, argento nei 50m sl e nei 100m sl.

## Riconoscimenti
- Pacific Rim Swimmer of the Year: 2004